# SWIFT
SWIFT (англ. Society for Worldwide Interbank Financial Telecommunications — Общество всемирных межбанковских финансовых каналов связи) — международная межбанковская система передачи финансовой информации и совершения платежей. Сама система не является платёжной — она не выполняет функций расчёта и взаимного клиринга между участниками.
Основана в 1973 году. Соучредителями выступили 248 банков из 19 стран. Штаб-квартира SWIFT находится в Ла-Юльпе (Бельгия). SWIFT является кооперативным обществом, созданным по бельгийскому законодательству, принадлежит своим членам. По состоянию на 2015 год членами SWIFT являются более 11 тыс. финансовых организаций в более чем 200 странах мира, в том числе около 1000 компаний. Средний оборот — более 30 миллионов сообщений в день.
Адресация абонентов в системе основана на так называемом BIC (англ. Business Identifier Code, ранее известном как Bank Identifier Code), присваиваемом в соответствии с международным стандартом ISO 9362. Также иногда именуется SWIFT-BIC, SWIFT ID или SWIFT code. На практике для совершения платежа в Европе достаточно знать наименование и IBAN-код банковского счёта получателя (уже содержащий интерпретированный BIC в своём составе).
SWIFT проводит ежегодную конференцию под названием Sibos, специально посвящённую индустрии финансовых услуг.

## История
SWIFT была основана в Брюсселе в 1973 году под руководством своего первого генерального директора Карла Рёйтерскёльда и была поддержана 239 крупными банками в пятнадцати странах. Новая система была призвана установить общие стандарты для финансовых транзакций и сформировать общую систему обработки данных, а также заменить устаревавшие на тот момент телексы. Основные рабочие протоколы, правила ответственности были установлены в 1975 году, а первая транзакция была проведена в 1977 году. Первый операционный центр SWIFT в США был открыт губернатором Вирджинии Джоном Дальтоном в 1979 году.
SWIFT также был создан из-за опасений, что может произойти, если глобальными финансовыми потоками будет управлять одна частная американская организация, которой раньше был First National City Bank (FNCB) в Нью-Йорке, а затем Citibank. В ответ на протокол FNCB конкуренты FNCB в США и Европе предложили альтернативную «систему обмена сообщениями, которая могла бы заменить государственных провайдеров и ускорить процесс оплаты».

## Техническая организация
В системе поддерживается два типа сообщений: финансовые (между пользователями системы) и системные (между пользователями и системой). Все сообщения SWIFT состоят из заголовка, текста и трейлера.
Через компьютерный терминал (CBT) осуществляется связь с универсальным компьютером, передача и получение сообщений и управление прикладными задачами. Сообщения собираются в региональном процессоре (RGP), а затем перенаправляются для обработки в соответствующий операционный центр. Там SWIFT обрабатывает сообщения по следующему алгоритму:
- проверка синтаксиса;
- создание новых заголовков для преобразования сообщений в исходящую форму;
- добавление трейлеров;
- копирование и шифровка сообщений для хранения.

По результатам проверки отправитель получает уведомление: ACK — положительный результат, NAK — отрицательный. Каждое сообщение автоматически получает входящий номер.

## Стандарты
Важнейшая роль системы и её влияние на мировые процессы (а также на развитие альтернатив) заключается во внедрении единой кодировки финансовых сообщений, используемой повсеместно. SWIFT стал отраслевым стандартом для синтаксиса финансовых сообщений. Сообщения, отформатированные в соответствии со стандартами SWIFT, могут быть прочитаны и обработаны многими известными системами обработки финансовых данных, независимо от того, передавалось ли сообщение по сети SWIFT. SWIFT сотрудничает с международными организациями для определения стандартов формата и содержания сообщений. SWIFT также является регистрационным органом (RA) для следующих стандартов ISO: 
- ISO 9362: 1994 Банковское дело — банковские телекоммуникационные сообщения — коды банковских идентификаторов
- ISO 10383: 2003 Ценные бумаги и связанные с ними финансовые инструменты — коды для бирж и идентификации рынков (MIC)
- ISO 13616: 2003 IBAN Реестр
- ISO 15022: 1999 Ценные бумаги — схема для сообщений (словарь полей данных) (заменяет ISO 7775)
- ISO 20022-1: 2004 и ISO 20022-2: 2007 Финансовые услуги — универсальная схема передачи сообщений в финансовой отрасли

В RFC 3615 urn:swift: был определен как унифицированное имя ресурса (URN) для SWIFT FIN.

## SWIFT и политика
После событий 11 сентября 2001 года ЦРУ, ФБР и Министерство финансов США получили доступ к финансовой информации сети SWIFT с целью отслеживания возможных финансовых транзакций террористов. После того, как информация об этом была опубликована в 2006 году в The New York Times, The Wall Street Journal и Los Angeles Times, общество SWIFT подверглось жёсткой критике за недостаточную защиту данных клиентов. Впоследствии, вскоре после ввода третьего дата-центра в Швейцарии в 2009 году, администрация SWIFT объявила о начале перевода архитектуры всей системы на распределённую архитектуру с двухзонной моделью хранения всех проходящих через неё сообщений, европейской и трансатлантической, так что данные от участников европейского SWIFT более не дублируются в американский датацентр.
От SWIFT были отключены такие страны, как Иран и КНДР: в ноябре 2018 года ряд иранских банков был отключён от SWIFT. Решение было принято под давлением правительства США.
2010-е годы системы SWIFT часто подвергались краже данных. В 2016 году подозревалась Северная Корея, возможно причастная к утечке данных SWIFT в Бангладеш. В 2017 году выяснилось, что разведывательное управление США АНБ взломало на Ближнем Востоке банк информационных систем.
В 2014 году, после аннексии Крыма Российской Федерацией, SWIFT предпринял несвойственный ему демарш и выпустил специальное заявление с требованием прекратить давить на него и с обещанием игнорировать любые отдельные призывы отключать банки. В заявлении подчёркивалось, что SWIFT лишь предоставляет каналы связи и не собирается быть инструментом санкций против кого бы то ни было. Единственный способ заставить его отключить банк — это решение Европейского парламента, утверждённое властями Бельгии.

### Конфискация переводов в пределах ЕС
В феврале 2012 года датская газета «Berlingske» сообщила, что власти США могут не только просматривать сообщения SWIFT, но даже конфисковывать переводы между странами ЕС, в данном случае Данией и Германией. В данном конкретном случае было конфисковано 137 тысяч датских крон, на которые датский бизнесмен хотел импортировать кубинские сигары из Германии. Транзакция была автоматически направлена через датацентр в США, предположительно, потому что оплата была произведена в долларах США. Под предлогом борьбы с терроризмом министерство финансов США ввело торговое эмбарго против Кубы и переведённая сумма была конфискована.
Похожий случай был в 2008 году, когда датский ритейлер модной одежды купил одежду в Пакистане и его деньги были конфискованы.

## Альтернативы
В различных странах вследствие освоения данных стандартов и введения санкций созданы аналоги SWIFT, в их числе:
- Система передачи финансовых сообщений — аналог SWIFT, разработанный ЦБ РФ. В систему входят 580 участников из 20 стран[23]; они не раскрываются, что объясняют риском вторичных санкций;
- CIPS — китайский аналог SWIFT с оборотом более 17 трлн долларов операций в год;
- SFMS — индийский (преимущественно внутренний) аналог SWIFT;
- SEPAM — иранский аналог SWIFT.

Основная цель развития аналогов - создание независимых от возможных западных санкций систем и увеличение доли своей валюты в мировой торговле. Кроме того, комиссии по внутренним операциям конкретных стран также становятся прибылью местных центробанков, а не компании SWIFT.
Также аналогичные операции и финансовые сообщения могут предлагаться и другими компаниями на мировом рынке, что расширяет возможности и нивелирует различные риски.

### Россия
На случай отключения России от международной межбанковской системы Банк России, начиная с декабря 2014 года, предоставляет кредитным организациям свою систему передачи финансовых сообщений (СПФС) в формате SWIFT о внутрироссийских операциях. По итогам 2017 года доля внутреннего трафика (передачи финансовых сообщений между российскими организациями) составила 78 % от общего количества сообщений, отправляемых российскими пользователями SWIFT.
Банк России надеется обезопасить банки от возможных проблем в случае отключения от системы международных расчётов SWIFT. ЕС в сентябре 2014 года и в январе 2015 года призвал к новым ограничительным мерам в отношении России, в том числе к отключению России от системы SWIFT.
Принципиальным отличием от существующей системы SWIFT является изменение топологии передачи данных с топологии «звезда» на топологию «дерево» (иерархическую). В отличие от системы SWIFT, функционирующей в единственном варианте, в мире может работать любое количество CyberFT Exchange Server, поддерживающих между собой прямые связи.
20 марта 2023 года России был запрещен доступ к SWIFT, что, однако, не привело к отключению всех учреждений страны от системы.
C 1 октября 2023 года ЦБ РФ запретил российским банкам совершать переводы денежных средств внутри страны с использованием SWIFT, обязав их использовать СПФС ЦБ РФ или иные аналогичные системы российского происхождения.
Для обхода санкций системы в России также рассматривались прочие незападные системы похожего толка, такие, как Airwallex и Nium.
По итогам 1-го полугодия 2024 года число участников системы СПФС возросло до 570, а число финансовых сообщений на 13,2 % по отношению к 1-му полугодию 2023 года. К 1 декабря 2024 года в системе работало уже 580 организаций, из которых около трети — иностранные из как минимум 20 стран.
По состоянию на январь 2025 года в России продолжают работу со SWIFT такие банки, как Райффайзенбанк, Юникредит банк, Газпромбанк, Росбанк. Так или иначе продолжают работу с системой около 200 банков.
В январе 2025 года руководитель банка ВТБ Андрей Костин призвал российских банкиров отказаться от использования SWIFT из-за возможной утечки информации «к нашим недругам», отметив, что требуются лишь административные решения для решения проблемы.
В свою очередь, ЕС отказывается восстанавливать доступ России к системе до тех пор, пока из Украины не будут выведены войска.

### КНР
8 октября 2015 года Китай запустил свою систему межбанковских платежей Cross-Border Interbank Payment System (CIPS). 25 марта 2016 года CIPS подписала меморандум о взаимодействии со SWIFT.
Как резюмирует академик Тим Бил, CIPS является одной из ответных мер на санкции, введенные Соединенными Штатами, которые комментаторы рассматривают как способствующие дедолларизации.

### ЕС
В июне 2019 года первая транзакция прошла в новой платёжной системе Instrument in Support of Trade Exchanges (INSTEX). Штаб-квартира системы находится в Париже. Система создана в январе 2019 года для торговли европейских стран с подсанкционным Ираном в обход американских санкций против этой страны.
В марте 2023 года, проведя всего 1 сделку, механизм был упразднён, западными экспертами оценивался как неэффективный.

### Индия
По данным газеты The Economic Times, Индия сформировала экспертную комиссию для рассмотрения вопроса создания собственной альтернативы SWIFT. Главной причиной этого в стране объясняют необходимость увеличения роли национальной валюты в мировой финансовой системе.

### Иран
Вследствие санкций, наложенных на Иран, страна в октябре 2013 года запустила собственную систему передачи финансовых сообщений SEPAM, которая позже стала частью Азиатского клирингового союза и обеспечивает передачу финансовых сообщений вне системы SWIFT. Слово "Sepam" с языка фарси переводится также, как и слово swift с английского, то есть быстрый, стремительный.
В 2023 году завершено соединение SEPAM с российской системой СПФС. Страны пользуются связью двух систем между членами этих систем (на начало 2024 года 20 стран-членов СПФС и 9 стран-членов SEPAM).
После 2013 года неоднократно обсуждался вопрос возобновления доступа Ирана к SWIFT. В 2016 году после почти четырехлетнего перерыва страна была снова подключена к системе, а в конце 2018-го года - снова отключена.